# 슈컬젠 가시
슈컬젠 타이브 가시(알바니아어: Shkëlzen Taib Gashi, 1988년 7월 15일 ~ )는 알바니아의 전 축구 선수로, 현역 시절 포지션은 미드필더, 공격수였다. 과거 알바니아 국가대표팀의 일원으로 활약한 바 있다.

## 클럽 경력

### 취리히
2008년 8월 12일, 18세의 나이에 장크트갈렌과의 스위스 슈퍼리그 2006-07 경기에서 18세의 나이에 77분, 사비에 마르제라즈와 교체 투입되며 프로 무대 데뷔를 하였으나, 팀은 1-3으로 패하였다. 그는 2007년 12월 6일, 스파르타크 모스크바와의 UEFA컵 경기에도 출전하였는데, 가시는 81분에 실반 아에게어터와 교체 투입되었고, 경기는 0-1 패배로 종료되었다.

### 샤프하우젠 임대
2008년 1월 29일, 그는 2007-08 시즌 잔여 기간 동안 샤프하우젠으로 임대되었다.

### 벨린초나 임대
취리히로의 복귀 후인 2008년 7월, 그는 벨린초나와 1년 반 계약을 체결하고 2009년 말까지 임대되었다.

### 뇌샤텔 크사막스와 아라우
2010년 1월, 가시는 뇌샤텔 크사막스와 2년 계약을 체결하고 합류하였고, 2011년 1월에는 아라우로 임댇외었다.
뇌샤텔 크사막스의 라이선스가 박탈당하자, 2012년 1월에 그는 아라우와 시즌 잔여 기간 동안 유효한 계약을 체결하였다.

### 그라스호퍼
2012년 6월, 아라우와의 그의 계약이 만료되자, 그는 그라스호퍼와 3년짜리 계약서에 서명하였다.

#### 2013-14 시즌
가시는 2013-14 시즌을 골로 시작하였는데, 그는 2013년 7월 14일 장크트갈렌과의 경기 67분에 선제골을 득점하였고, 경기는 2-0 승리로 종료되었다. 2013년 7월 27일, 가시는 그의 친정팀 아라우와의 경기에서 득점하였고, 1-2로 전반에 끌려갔던 팀은 4-2로 역전에 성공하였고, 가시는 85분에 팀의 승리에 쐐기를 박는 골을 득점하였다. 가시는 리옹과의 UEFA 챔피언스리그 2013-14 3차 예선 1, 2차전에 모두 참가하였고, 두 번의 경기 모두 0-1 패배로 끝났고, 2013년 7월 30일에 진행된 1차전에서, 가시는 풀타임을 소화하였고 2013년 8월 6일에 열린 2차전에서도 가시는 또다시 90분을 모두 출전하였다. 그라스호퍼는 탈락한 후 피오렌티나와의 UEFA 유로파리그와의 경기에 참가하였고, 가시는 2013년 8월 22일에 열린 1차전에서 57분에 교체되어 나갔고, 팀은 경기를 1-2 패배로 끝냈다. 2013년 10월 20일, 가시는 로잔 스포르트와의 경기에서 페널티킥을 성공시켰고, 경기는 2-0 승리로 끝이 났다. 2013년 11월 9일, 가시는 쾨니츠와의 스위스컵 경기에서 득점에 성공하였고, 경기는 4-1로 끝났다. 2013년 11월 24일, 가시는 친정팀 아라우와의 경기에서 또다시 두 골을 득점하였고, 전반기에 조우해서 득점했던 그는 이 경기에서 또다시 4-2의 승리를 경험하였다. 2014년 2월 2일, 루체른과의 경기에서 2경기 연속골을 달성하였고, 경기는 3-1로 끝났고, 뒤를 이어 개막전때 득점 제물이 되었던 장크트갈렌과의 2014년 2월 16일 경기에서도 득점 행진을 이어나갔고, 경기는 5-1로 이겼다.
2014년 3월 16일, 가시는 시옹과의 경기에서 해트트릭을 성공시켰고, 경기는 4-2 승리로 끝났다. 가시는 2014년 4월 12일, 2-0으로 이긴 스포르트와의 경기에서 골을 추가하며 팀동료 카이우와 함께 득점 순위 선두에 올랐다. 2014년 4월 27일, 그는 바젤과의 경기에서도 또다시 득점하였고, 이 원정 경기에서 가시가 36분에 선제골을 득점한 뒤 84분에 교체되어 나가며 값진 1-1 무승부를 거두는데 일조하였다. 2014년 5월 4일, 가시는 영 보이즈를 5-0으로 해체한 경기에서 4골을 넣어 슈퍼 해트트릭을 달성하였고, 가시의 득점은 4분, 41분 (페널티킥), 50분, 그리고 54분에 나왔다. 사흘 후인 2014년 5월 7일, 가시는 장크트갈렌과의 경기에서 페널티킥을 성공시켰고, 경기는 2-0의 완승으로 종료되었다. 2014년 5월 15일, 가시는 루체른전에서 골을 추가하였고, 팀은 홈에서 4-1로 이겼으며, 팀의 두번째 골은 팀동료 카이우가 득점한지 1분만에 그가 득점하였다.
가시는 2013-14 시즌을 32경기 출전 19골로 마쳤으며, 그에 따라 스위스 슈퍼리그 2013-14 득점왕을 차지하였고, 각각 13골을 넣어 득점 공동 2위인 마리오 가브라노비치, 발렌틴 슈토커, 그리고 팀동료 카이우를 6골차로 제쳤다.

### 바젤
2014년 6월 28일, 가시는 스위스 라이벌 바젤과 4년 계약을 체결하고 이적하였다. 바젤은 가시를 영입하기 위해 €3M을 지불하였고, 그는 €1M의 연봉을 받도록 계약되었다. 2014년 7월 19일, 가시는 친정팀 아라우와의 경기에서 선발로 출전하며 새 클럽에서 데뷔하였고, 나세르 알리이의 두번째 골을 38분에 어시스트하면서 팀의 2-1 승리에 공헌하였다.

## 국가대표팀 경력
가시는 스위스 U-19 국가대표와 스위스 U-21 국가대표로 활동하였으나, 2013년에 스위스 성인 국가대표팀에 차출되지 못하자, 그는 국제 경기에서 알바니아 국가대표로 활약할 것임을 선언하였다. 2013년 8월, 그는 알바니아 국가대표팀에 합류하여 8월 14일에 아르메니아와의 경기에 데뷔하였고, 에드몬드 카플라니와 56분에 교체되어 팀의 친선경기 2-0 승리를 도왔다. 2013년 8월 18일, 가시는 알바니아 시민권을 취득하여 알바니아 국가대표로 활약할 수 있게 되었고, 과거에 스위스 청소년 국가대표로 활약한 것으로 인해 FIFA에서의 사전 승인이 필요하게 되었다. FIFA의 사전 승인은 2013년 10월 9일에 나왔다. 그의 첫 국제 경기 상대는 출생한 국가인 스위스와의 홈경기로, 10월 11일 경기에서, 그는 선발 라인업에 포함되었으나 55분에 오디세 로시와 교체되어 나갔고, 경기는 1-2 패배로 마무리되었다. 그는 2013년 11월 15일, 벨라루스와의 친선전을 앞두고 차출되어 풀타임을 출전하였고, 경기는 득점 없는 무승부로 끝났다.

## 경력 통계
2014년 7월 19일

### 클럽
| 시즌                   | 클럽                   | 국가                   | 리그 | 리그 | 리그컵 | 리그컵 | 유럽 | 유럽 | 합계 | 합계 |
| 시즌                   | 클럽                   | 국가                   | 출장 | 골   | 출장   | 골     | 출장 | 골   | 출장 | 골   |
| ---------------------- | ---------------------- | ---------------------- | ---- | ---- | ------ | ------ | ---- | ---- | ---- | ---- |
| 2006-07                | 취리히                 | 스위스 슈퍼리그        | 1    | 0    | -      | -      | 1    | 0    | 2    | 0    |
| 2007-08                | 샤프하우젠             | 스위스 챌린지리그      | 16   | 3    | -      | -      | -    | -    | 16   | 3    |
| 2008-09                | 벨린초나               | 스위스 슈퍼리그        | 17   | 2    | 2      | 0      | 5    | 1    | 24   | 3    |
| 2009-10                | 벨린초나               | 스위스 슈퍼리그        | 13   | 1    | 2      | 1      | -    | -    | 15   | 2    |
| 2009-10                | 뇌샤텔 크사막스        | 스위스 슈퍼리그        | 12   | 1    | 0      | 0      | -    | -    | 12   | 1    |
| 2010-11                | 뇌샤텔 크사막스        | 스위스 슈퍼리그        | 1    | 0    | 1      | 1      | -    | -    | 2    | 1    |
| 2010-11                | 아라우                 | 스위스 챌린지리그      | 15   | 5    | -      | -      | -    | -    | 15   | 5    |
| 2011-12                | 아라우                 | 스위스 챌린지리그      | 26   | 17   | 1      | 0      | 0    | 0    | 27   | 17   |
| 2012-13                | 그라스호퍼             | 스위스 슈퍼리그        | 28   | 5    | 5      | 1      | -    | -    | 33   | 6    |
| 2013-14                | 그라스호퍼             | 스위스 슈퍼리그        | 32   | 19   | 3      | 1      | 4    | 0    | 39   | 20   |
| 2014-15                | 바젤                   | 스위스 슈퍼리그        | 1    | 0    | 0      | 0      | 0    | 0    | 1    | 0    |
| 스위스 챌린지리그 합계 | 스위스 챌린지리그 합계 | 스위스 챌린지리그 합계 | 57   | 25   | 1      | 0      | -    | -    | 58   | 25   |
| 스위스 슈퍼리그 합계   | 스위스 슈퍼리그 합계   | 스위스 슈퍼리그 합계   | 105  | 28   | 13     | 4      | 10   | 1    | 128  | 33   |
| 경력 합계              | 경력 합계              | 경력 합계              | 162  | 53   | 14     | 4      | 10   | 1    | 186  | 58   |

### 국가대표팀
| 알바니아 국가대표팀 | 알바니아 국가대표팀 | 알바니아 국가대표팀 |
| 연도                | 출장                | 골                  |
| ------------------- | ------------------- | ------------------- |
| 2013                | 3                   | 0                   |
| 2014                | 2                   | 0                   |
| 합계                | 5                   | 0                   |

## 수상

### 클럽
취리히
- 스위스 슈퍼리그: 2006-07

그라스호퍼
- 스위스컵: 2012-13

### 개인
- 스위스 슈퍼리그 득점왕: 2013-14